# Stargate (producers)
Stargate is een Noors muziekproductie team, bestaande uit Tor Erik Hermansen en Mikkel S. Eriksen. Het tweetal begon in 1997 met produceren, en had in 1999 zijn eerste internationale hit, S Club Party van S Club 7. Na jarenlang succesvol te zijn in Engeland en de rest van Europa met singles van Blue, Atomic Kitten en Mis-Teeq, brak het duo in 2006 definitief door in de Verenigde Staten met de single So Sick van R&B zanger Ne-Yo. Sindsdien waren de twee verantwoordelijk voor vele hits van Rihanna, (onder andere Unfaithful, Don't Stop the Music, Hate That I Love You en Take a Bow), Beautiful Liar en Irreplaceable van Beyoncé, With You van Chris Brown en singles van Ne-Yo, Mario, Trey Songz, Mary J. Blige en Jordin Sparks. In 2017 brachten ze zelf een single uit, getiteld "Waterfall".

## Hitlijsten
De volgende door Stargate geproduceerde singles bereikten de singlecharts.
| Jaar   | Nummer                             | Artiest                    | Hot 100 | Top 75 | Top 40 | Ultratop 50 | UWC |
| ------ | ---------------------------------- | -------------------------- | ------- | ------ | ------ | ----------- | --- |
| 1999   | S Club Party                       | S Club 7                   | —       | 2      | 26     | 19          | —   |
| 2001   | One Night Stand                    | Mis-Teeq                   | —       | 5      | —      | 49          | —   |
| 2001   | Always Come Back to Your Love      | Samantha Mumba             | —       | 3      | —      | —           | —   |
| 2001   | All Rise                           | Blue                       | —       | 4      | —      | —           | 23  |
| 2001   | Fly by II                          | Blue                       | —       | 6      | —      | —           | 39  |
| 2002   | It's OK!                           | Atomic Kitten              | —       | 3      | 29     | 33          | —   |
| 2002   | One Love                           | Blue                       | —       | 3      | 39     | —           | 32  |
| 2002   | Sorry Seems to Be the Hardest Word | Blue (ft. Elton John)      | —       | 1      | 1      | 3           | 5   |
| 2003   | Scandalous                         | Mis-Teeq                   | 35      | 2      | —      | 19          | 27  |
| 2003   | Be With You                        | Atomic Kitten              | —       | 2      | 27     | 29          | 27  |
| 2004   | Real Things                        | Javine                     | —       | 4      | —      | 44          | —   |
| 2004   | Surrender Your Love                | Javine                     | —       | 15     | —      | —           | —   |
| 2004   | Don't Walk Away                    | Javine                     | —       | 16     | —      | —           | —   |
| 2006   | So Sick                            | Ne-Yo                      | 1       | 1      | 11     | 17          | 3   |
| 2006   | Unfaithful                         | Rihanna                    | 6       | 2      | 4      | 3           | 6   |
| 2006   | Sexy Love                          | Ne-Yo                      | 7       | 5      | 30     | —           | 17  |
| 2006   | Walk Away (Remember Me)            | Paula DeAnda (ft. The DEY) | 18      | —      | —      | —           | —   |
| 2006   | We Ride                            | Rihanna                    | —       | 17     | —      | 40          | —   |
| 2006   | Crowded                            | Jeannie Ortega ft. Papoose | 93      | —      | —      | —           | —   |
| 2006   | I Call It Love                     | Lionel Richie              | 62      | 45     | —      | —           | 39  |
| 2006   | Irreplaceable                      | Beyoncé                    | 1       | 4      | 3      | 13          | 1   |
| 2006   | Gallery                            | Mario Vazquez              | 35      | —      | —      | —           | —   |
| 2007   | Wait for You                       | Elliott Yamin              | 13      | —      | —      | —           | 28  |
| 2007   | If I Was Your Man                  | Joe                        | 84      | —      | —      | —           | —   |
| 2007   | Beautiful Liar                     | Beyoncé (ft. Shakira)      | 3       | 1      | 1      | 2           | 2   |
| 2007   | How Do I Breathe                   | Mario                      | 46      | 21     | —      | —           | —   |
| 2007   | Don't Stop the Music               | Rihanna                    | 3       | 4      | 1      | 1           | 1   |
| 2007   | Can't Help But Wait                | Trey Songz                 | 14      | —      | —      | —           | —   |
| 2007   | Hate That I Love You               | Rihanna (ft. Ne-Yo)        | 7       | 15     | 7      | 23          | 6   |
| 2007   | Tattoo                             | Jordin Sparks              | 8       | 50     | tip    | —           | 14  |
| 2007   | With You                           | Chris Brown                | 2       | 8      | 31     | —           | 6   |
| 2008   | Take a Bow                         | Rihanna                    | 1       | 1      | 3      | 13          | 1   |
| 2008   | Bye Bye                            | Mariah Carey               | 19      | 30     | —      | —           | 31  |
| 2008   | Closer                             | Ne-Yo                      | 8       | 1      | 12     | 24          | 4   |
| 2008   | Spotlight                          | Jennifer Hudson            | 24      | 11     | —      | —           | 20  |
| 2008   | Miss Independent                   | Ne-Yo                      | 7       | 6      | 9      | —           | 9   |
| 2008   | Mad                                | Ne-Yo                      | 11      | 19     | 30     | —           | 25  |
| 2009   | Broken-Hearted Girl                | Beyoncé                    | —       | 27     | —      | —           | —   |
| 2009   | I Need a Girl                      | Trey Songz                 | 59      | —      | —      | —           | —   |
| 2009   | I Am                               | Mary J. Blige              | 55      | 34     | —      | —           | —   |
| 2009   | Be on You                          | Flo Rida (ft. Ne-Yo)       | 19      | 51     | —      | —           | —   |
| 2010   | Rude Boy                           | Rihanna                    | 1       | 2      | 9      | 3           | 1   |
| 2010   | Beautiful Monster                  | Ne-Yo                      | 53      | 1      | 25     | 16          | 20  |
| 2010   | Happiness                          | Alexis Jordan              | —       | 3      | 1      | 4           | —   |
| 2010   | Only Girl (In the World)           | Rihanna                    | 1       | 1      | 2      | 2           | 1   |
| 2010   | What's My Name?                    | Rihanna (ft. Drake)        | 1       | 1      | 23     | 28          | 3   |
| 2010   | Firework                           | Katy Perry                 | 1       | 3      | 8      | 5           | 1   |
| 2011   | Black And Yellow                   | Wiz Khalifa                | 1       | 5      | —      | —           | 13  |
| 2011   | Roll Up                            | Wiz Khalifa                | 21      | —      | —      | —           | —   |
| 2011   | S&M                                | Rihanna                    | 1       | 3      | 8      | 3           | 1   |
| 2011   | Good Girl                          | Alexis Jordan              | —       | 6      | —      | —           | —   |
| Totaal | —                                  | —                          | 29      | 37     | 19     | 19          | 25  |